# アルバロ・ガルシア
アルバロ・ガルシア・リベラ（Álvaro García Rivera,  1992年10月27日 - ）は、スペイン・アンダルシア州セビリア県ウトレラ出身のプロサッカー選手。プリメーラ・ディビシオンのラージョ・バジェカーノに所属している。ポジションはMF。

## 来歴
2011年にCDウトレラでプロデビュー。2013年1月にセグンダ・ディビシオンB所属のサン・フェルナンドCDに移籍し、15試合1得点を記録。
2013年7月6日、グラナダCFと4年契約を締結。2013-14シーズン開幕戦の8月18日のCAオサスナ戦でラ・リーガデビューを果たすも、トップリーグに馴染めず、以降はBチームでプレー。2014-15シーズンはラシン・サンタンデールで、2015-16シーズンはカディスCFにローン移籍でプレー。
2016年7月16日、カディスCFへの完全移籍が決定。ローン移籍でプレーしていた計3シーズンで115試合24得点を記録した。
2018年8月23日、ラージョ・バジェカーノと4年契約を締結。11月3日のFCバルセロナ戦で
リーガ初ゴールを決めるも、試合は2-3で逆転負けを喫した。